# سكوت راندال
سكوت راندال (بالإنجليزية: Scott Randall)‏ هو لاعب كرة قاعدة أمريكي، ولد في 29 أكتوبر 1975 في فوليرتون في الولايات المتحدة.

## وصلات خارجية
- سكوت راندال على موقعبيزبول رفرنس.كوم (الدوري الرئيسي) (الإنجليزية)
- سكوت راندال على موقعبيزبول رفرنس.كوم (الدوري الثانوي) (الإنجليزية)